# En frälsare dyrbar är Jesus, Guds Son
En frälsare dyrbar är Jesus, Guds Son är en psalm med text skriven 1903 av Fanny Crosby och musik skriven 1903 av William J. Kirkpatrick.

## Publicerad i
- Segertoner 1988 som nr 349 under rubriken "Fader, son och ande - Jesus, vår Herre och broder".[1]